# Club Petrolero de Cochabamba
El Club Deportivo Petrolero es un club de fútbol de la ciudad de Cochabamba, Bolivia. Fue fundado el 16 de abril de 1950 y refundado en 2015. Actualmente juega en la Asociación de Fútbol Cochabamba. Su mejor época fue la de los años 70 y principio de los 80's llegando a destacar en el fútbol boliviano y cochabambino en varias oportunidades.

## Historia
El Club Petrolero fue fundado el 16 de abril de 1950, como dependiente de Yacimientos Petrolíferos Fiscales Bolivianos (YPFB).
Participó en varios campeonatos nacionales llegando a ocupar el tercer lugar en 2 oportunidades: en el Campeonato Nacional de 1972 y en el Campeonato Nacional de 1974.
Fue uno de los equipos fundadores de la Liga del Fútbol Profesional Boliviano y llegó a ocupar el tercer lugar de la Temporada 1980.
A finales de 1993, el club decide automarginarse de la Liga del Fútbol Profesional Boliviano debido a problemas financieros, ya que la empresa estatal YPFB fue capitalizada y sus trabajadores dejaron de aportar para la sustentación del equipo. En años siguientes siguió compitiendo en torneos de la Asociación de Fútbol de Cochabamba y al no contar con respaldo consumó su disolución a finales de 1996.A comienzos del año 2015 los dirigentes del club y sus simpatizantes refundan el club de nuevo, empezando desde lo más bajo de las categorías del futbol boliviano, estando hoy en día en la primera B del futbol boliviano a 2 peldaños de la liga profesional.

## Instalaciones

### Estadio
Petrolero disputa sus partidos de local en el estadio Félix Capriles, que pertenece al Gobierno Departamental de Cochabamba, dicho estadio está ubicado en la zona de Cala Cala, una de las principales zonas de la ciudad de Cochabamba. Después de la remodelación realizada los Juegos Sudamericanos del año 2018, cuenta con una capacidad real de 32.303 espectadores sentados; sin contar con la flexibilidad que puede dar espectadores sentados en las gradas de acceso.
El Estadio Sudamericano Félix Capriles es un estadio multipropósito y es el campo más grande en la ciudad de Cochabamba Bolivia a 2582 m s. n. m. Comenzó a construirse tras la Ley Peñaranda del 7 de noviembre de 1923. El gobierno de Bautista Saavedra autorizaba la compra de terrenos a la familia Cuéllar en la campiña de Cala Cala, pero tuvieron que pasar siete décadas para ver el final de la obra en 1997 con una nueva remodelación.
El Estadio tiene una capacidad real de 32.303 espectadores sentados; sin contar con la flexibilidad que puede dar espectadores sentados en las gradas de acceso. La medición fue realizada en la gestión 2018 por parte del Servicio Departamental de Deportes (SEDES) del Gobierno Departamental Autónomo de Cochabamba, esto con fines de determinar la capacidad real del escenario cuyo aforo fue sobredimensionado constantemente en el pasado hasta manejar la cifra de los 35.000 espectadores de capacidad produciéndose problemas de sobre cupo de su aforo en partidos de fútbol importante. Habiéndose contado más de 38.000 espectadores causando desórdenes de gran magnitud. La medición real se la realizó según la norma FIFA de 40 cm por persona (2,5 personas por metro lineal) y sin considerar las graderías de acceso.
El Estadio cuenta con una pista atlética de tartán de 8 carriles que fue inaugurada con motivo de los Juegos Sudamericanos de 2018, así como también una nueva iluminación led de acuerdo a los estándares establecidos por FIFA y la Conmebol.
El Estadio Félix Capriles y el Estadio Hernando Siles son los únicos de Bolivia que cuentan con el dato de capacidad según la norma FIFA.
En este estadio, Bolivia se consagró campeón de la Copa América 1963 tras derrotar a Brasil por 5-4.

Panorámica del interior del estadio.

## Datos del club
- Fundación 16 de abril de 1950
- Temporada en Primera División: 20 (1957, 1969-1974, 1977-1987, 1991-1993).
- Mejor puesto en Primera División: 3.° (2 veces).
- Mejor racha de partidos invicto: 21 partidos, desde el 15 de mayo de 1980 hasta el 26 de octubre de ese año. Récord del fútbol boliviano
- Jugador con más encuentros disputados: Omar Delgadillo (267 partidos oficiales).
- Jugador con más goles: José Alberto Ayala (100 goles en competiciones oficiales).

## Máximos goleadores
| Pos. | Nombre             | Periodo     | Goles |
| ---- | ------------------ | ----------- | ----- |
| 1    | José Alberto Ayala | 1979-1982   | 100   |
| 2    | Augusto Guillén    | 1977-1988   | 47    |
| 3    | Jorge Camacho      | 1981 - 1984 | 39    |
| 4    | William Ramallo    | 1981-1985   | 32    |

## Palmarés

### Torneos regionales (3)
| Competición regional                              | Títulos           | Subcampeonatos    |
| ------------------------------------------------- | ----------------- | ----------------- |
| Asociación de Fútbol Cochabamba - Primera A (3/3) | 1971, 1989, 1990. | 1970, 1972, 1973. |